# Toshihiro Sakai
Toshihiro Sakai (Ashiya, 23 de Março de 1960) é um bispo católico japonês; pedagogo, escritor e doutor em Teologia pela Universidade de Navarra (Pamplona, Espanha). Membro numerário do Opus Dei, foi ordenado sacerdote em 1988, no Santuário de Torreciudad, e incardinado na Prelazia do Opus Dei.
Juntamente com o missionário claretiano espanhol Josep María Abella, foi nomeado bispo-auxiliar da Arquidiocese de Osaka-Takamatsu pelo Papa Francisco no dia 2 de Junho de 2018, como titular de Nova Barbara. Foi ordenado bispo em 16 de Julho de 2018.

## Biografia
Toshihiro Sakai nasceu no dia 23 de Março de 1960 na cidade de Ashiya, Japão (Arquidiocese de Osaka, atual Arquidiocese de Osaka-Takamatsu). Seu nome de batismo é "Paulo". Licenciou-se em Pedagogia na Osaka Kyoiku University.
Depois de haver exercido durante alguns anos o trabalho de professor de Ensino Fundamental no colégio Seido Gakuen (Nagasaki), iniciou seus estudos eclesiásticos em Roma e os concluiu em Pamplona. Foi ordenado sacerdote no dia 20 de Agosto de 1988 no Santuário de Torreciudad (Huesca, Espanha).
Voltou ao Japão em 1990, e até o ano 2004 foi capelão do mesmo colégio onde havia sido professor, Seido Gakuen. De 2007 a 2011 foi professor em St. Thomas University, em Osaka. Entre 2007 e 2011 trabalhou como membro do conselho presbiteral da Arquidiocese de Osaka-Takamatsu, e entre 2011 e 2018 foi membro do comitê litúrgico da mesma diocese.
Durante os últimos anos foi capelão de Seido Cultural Center, uma residência universitária do Opus Dei em Ashiya, diretor espiritual e diretor de estudos da Prelazia do Opus Dei no Japão, além de exercer diversos trabalhos pastorais tanto no Opus Dei como na Arquidiocese de Osaka-Takamatsu. É autor e tradutor de diversos livros de espiritualidade.
Sua nomeação como bispo-auxiliar de Osaka pelo Papa Francisco foi anunciada no dia 2 de Junho de 2018, e foi ordenado bispo em 16 de Julho do mesmo ano pelo cardeal (Thomas Aquinas) Manyo Maeda, arcebispo de Osaka, na Catedral de Osaka.